# Jake Lloyd
Jake Lloyd (født 5. marts 1989) er en amerikansk skuespiller, der er kendt for sin rolle som den unge Anakin Skywalker i Star Wars Episode I: Den usynlige fjende.